# Modou Diagne
Ne doit pas être confondu avec Modou Fada Diagne.
Modou Makhtar Diagne, né le 3 janvier 1994 à Mbacké au Sénégal, est un footballeur sénégalais, possédant également la nationalité française. Il joue au poste de défenseur central dans le club bulgare Pirin Blagoevgrad.

## Carrière

### En club

#### AS Nancy-Lorraine
Arrivé en France étant enfant, Modou Diagne commence le football au FC Sainte-Marguerite avant de rejoindre le centre de formation de l'AS Nancy-Lorraine. À l'été 2013, après avoir participé à la préparation avec le groupe professionnel et notamment marqué un but en match amical, il joue son premier match avec l'équipe première le 30 août 2013 contre le Tours FC, lors d'une défaite trois à deux. Diagne signe son premier contrat professionnel en mai 2014.
Il commence la saison 2014-2015 titulaire en défense centrale, et inscrit son premier but en professionnel le 13 septembre, contre le FC Sochaux-Montbéliard. Il perd cependant sa place dans l'équipe durant la deuxième moitié de saison, au profit de Clément Lenglet. La saison suivante, il est confirmé en tant que troisième dans la hiérarchie des défenseurs centraux, puis quatrième après l'arrivée de Pape Diakhaté à l'hiver. Il regagne cependant sa place de titulaire aux côtés de Clément Lenglet lors de la fin de saison et est titularisé pour les huit dernières rencontres.

#### Sporting de Charleroi
Le 18 juillet 2019, Modou Diagne signe pour deux saisons (+ 1 saison en option) au Sporting de Charleroi, en Belgique.  
Il commence la saison 2019-2020 comme titulaire en défense centrale.  Cependant, une blessure lui fait perdre sa place de titulaire à la suite des bonnes prestations de son concurrent, Steeven Willems.
La situation ne change pas pour Modou Diagne lors de la saison 2020-2021. Il participe toutefois à 9 matches de championnat (dont 7 en tant que titulaire).
Depuis le 27 janvier 2021, Modou Diagne ne fait plus partie de l'équipe première et doit s'entraîner avec la réserve.
Le 8 avril 2021, son contrat est résilié de commun accord. 

#### Olympiakos Nicosie
Le 23 août 2021, Modou Diagne signe un contrat d'une saison dans le club chypriote de l'Olympiakos Nicosie.

### En sélection
Modou Diagne est appelé en octobre 2013 avec l'équipe de France des moins de 20 ans pour une double confrontation amicale contre le Danemark. Remplaçant lors de la première rencontre, il est titulaire lors de la seconde et joue toute la partie. Les Français s'imposent finalement deux à un.
Il annonce cependant en mai 2015 sa volonté de jouer avec le Sénégal, et non l'équipe de France.
Il fait partie de l'équipe du Sénégal olympique disputant la Coupe d'Afrique des nations des moins de 23 ans en 2015. Il dispute trois rencontres durant la compétition dont deux en phases de poule et une en demi-finale, contre l'Afrique du Sud et la Tunisie. Au terme de la compétition, les Sénégalais s'inclinent lors du match pour la troisième place et ne se qualifient pas pour les Jeux olympiques 2016.

## Statistiques
| Saison                | Club                  | Championnat           | Championnat | Championnat | Championnat | Coupe nationale | Coupe nationale | Coupe nationale | Coupe de la Ligue | Coupe de la Ligue | Coupe de la Ligue | Total | Total | Total |
| Saison                | Club                  | Division              | M.          | B.          | P.d.        | M.              | B.              | P.d.            | M.                | B.                | P.d.              | M.    | B.    | P.d.  |
| 2013-2014             | AS Nancy-Lorraine     | Ligue 2               | 2           | 0           | 0           | -               | -               | -               | -                 | -                 | -                 | 2     | 0     | 0     |
| 2014-2015             | AS Nancy-Lorraine     | Ligue 2               | 20          | 1           | 0           | -               | -               | -               | 2                 | 0                 | 0                 | 22    | 1     | 0     |
| 2015-2016             | AS Nancy-Lorraine     | Ligue 2               | 11          | 0           | 1           | 1               | 0               | 0               | 2                 | 0                 | 0                 | 14    | 0     | 1     |
| 2016-2017             | AS Nancy-Lorraine     | Ligue 1               | 22          | 1           | 0           | 1               | 0               | 0               | 3                 | 0                 | 0                 | 26    | 1     | 0     |
| 2017-2018             | AS Nancy-Lorraine     | Ligue 2               | 14          | 0           | 0           | -               | -               | -               | -                 | -                 | -                 | 14    | 0     | 0     |
| Total sur la carrière | Total sur la carrière | Total sur la carrière | 69          | 2           | 1           | 2               | 0               | 0               | 7                 | 0                 | 0                 | 78    | 2     | 1     |

## Palmarès
Il remporte la Ligue 2 lors de la saison 2015-2016, en disputant onze matchs de championnat.